# Sviaga
L'Sviaga - Свияга (rus) - és un riu de Rússia, un afluent per la dreta del Volga. Passa per l'óblast d'Uliànovsk i per la República del Tatarstan. Té una llargària de 375 km i drena una conca de 16.700 km². El seu cabal mitjà és de 34 m³/s a 26 km de desembocadura. Neix al sud-est de Barix. L'Sviaga desemboca a l'embassament de Kúibixev, prop de Sviajsk. Es glaça de novembre-desembre a abril-maig.